# نيسرية جافة
نيسرية جافة (الاسم العلمي:Neisseria sicca) هي نوع من البكتيريا تتبع جنس النيسرية من فصيلة نظيرات النيسرية.